# Feng Jicai
Pour les articles homonymes, voir Feng.
Dans ce nom chinois, le nom de famille, Feng, précède le nom personnel.
Feng Jicai (chinois simplifié : 冯骥才 ; chinois traditionnel : 馮驥才 ; pinyin : Féng Jìcái) est un écrivain et peintre chinois né le 9 février 1942 à Tianjin. L'essentiel de son œuvre est constitué de nouvelles dont l'objet fut d'expliquer les événements historiques qui se sont produits dans sa ville natale de Tianjin. Entre 1977 et 1978, il fut un des pionniers du mouvement de la Littérature des cicatrices. C'est aussi un artiste spécialisé dans la calligraphie et la peinture.

## Œuvres traduites
En français :
- Le fouet divin, Éditions Littérature Chinoise, 1989
- La natte prodigieuse, suivi de Une vie de chien, trad. Claude Geoffroy, Éditions You Feng, 1990
- Je ne suis qu’un idiot, suivi de Aux premiers jours du printemps, trad. Madeleine Duong, Éditions You Feng, 1993
- Des gens tout simples, trad. Marie-France de Mirbeck, Seuil, 1995
- L’empire de l’absurde, ou dix ans de la vie de gens ordinaires, trad. Marie-France de Mirbeck et Étiennette Nodot, Bleu de Chine, 2001
- Le petit lettré de Tianjin et autres histoires, trad. Marie-France de Mirbeck, Bleu de Chine, 2002
- Que cent fleurs s'épanouissent, trad. Marie-France de Mirbeck et Antoinette Nodot，Gallimard, 1990[3]
- Sentiments, trad. Yang Fen, Éditions You Feng, 2009
- Humour, trad. Yang Fen, Éditions You Feng, 2010
- La mère pocharde, nouvelle, trad. Brigitte Duzan, Jentayu, n° 5, 2017
- Tête Noire, nouvelle, trad. Marie Laureillard, Impressions d’Extrême-Orient [En ligne], 11 | 2020 https://journals.openedition.org/ideo/1453

En anglais :
- The Street-Sweeping Show
- Three Inch Golden Lotus (1985)
- The Miraculous Pigtail (1988)
- Worlds of Fiction (1993)
- Let One Hundred Flowers Bloom (1995)
- Ten Years of Madness: Oral Histories of China's Cultural Revolution (1996)
- The Longman Anthology of Short Fiction (2000)
- The Tall Woman and Her Short Husband (short story)